# Politopo semirregular
| Panales 3D                 | Panales 3D                      | Panales 3D                      |
| -------------------------- | ------------------------------- | ------------------------------- |
| Control tetraédrico simple | Control tetroctaédrico complejo | Control tetroctaédrico complejo |
| 4D-politopos               |                                 |                                 |
| Tetroctaédrico             | Octicosaédrico                  | Tetricosaédrico                 |

En geometría, según la definición del matemático británico Thorold Gosset (1869-1962), de forma general se considera un politopo semirregular a un tipo de politopo que es vértices-transitivo y tal que todas sus facetas son politopos regulares. E.L. Elte compiló en 1912 una lista ampliada titulada "Los politopos semirregulares de los hiperespacios", que incluía una definición más completa. Para denominar los nuevos politopos encontrados, Gosset utilizó el término check (aquí traducido como "control").

## Lista de Gosset
En el espacio tridimensional y en espacios de dimensiones inferiores, los términos politopo semirregular y politopo uniforme tienen significados idénticos, dado que todos los polígonos uniformes deben ser regulares. Sin embargo, dado que no todos los poliedros uniformes son regulares, el número de politopos semirregulares en dimensiones superiores a tres es mucho menor que el número de politopos uniformes en el mismo número de dimensiones.
Los tres polícoros semirregulares convexos son el 5-celdas rectificado, el 24-celdas romo y el 600-celdas rectificado. Los únicos politopos semirregulares en dimensiones superiores son los politopos k21, donde el de 5 celdas rectificado es el caso especial para k = 0. Todos fueron enumerados por Gosset, pero no se publicó una prueba de la integridad de esta lista hasta el trabajo de Makarov (1988) para cuatro dimensiones y Blind y Blind (1991) para dimensiones superiores.
Los 4-politopos de Gosset (con sus nombres entre paréntesis), son:
5-celdas rectificado (tetroctaédrico), 
600-celdas rectificado (octicosaédrico), 
24-celdas romo (tetricosaédrico), ,  o 
E-politopos semirregulares en dimensiones superiores:
5-demicubo (5-ic semirregular), un 5-politopo,  ↔ 
Politopo 221 (6-ic semirregular), un 6-politopo,  o 
Politopo 321 (7-ic semirregular), un 7-politopo, 
Politopo 421 (8-ic semirregular), un 8-politopo, 

## Panales euclídeos

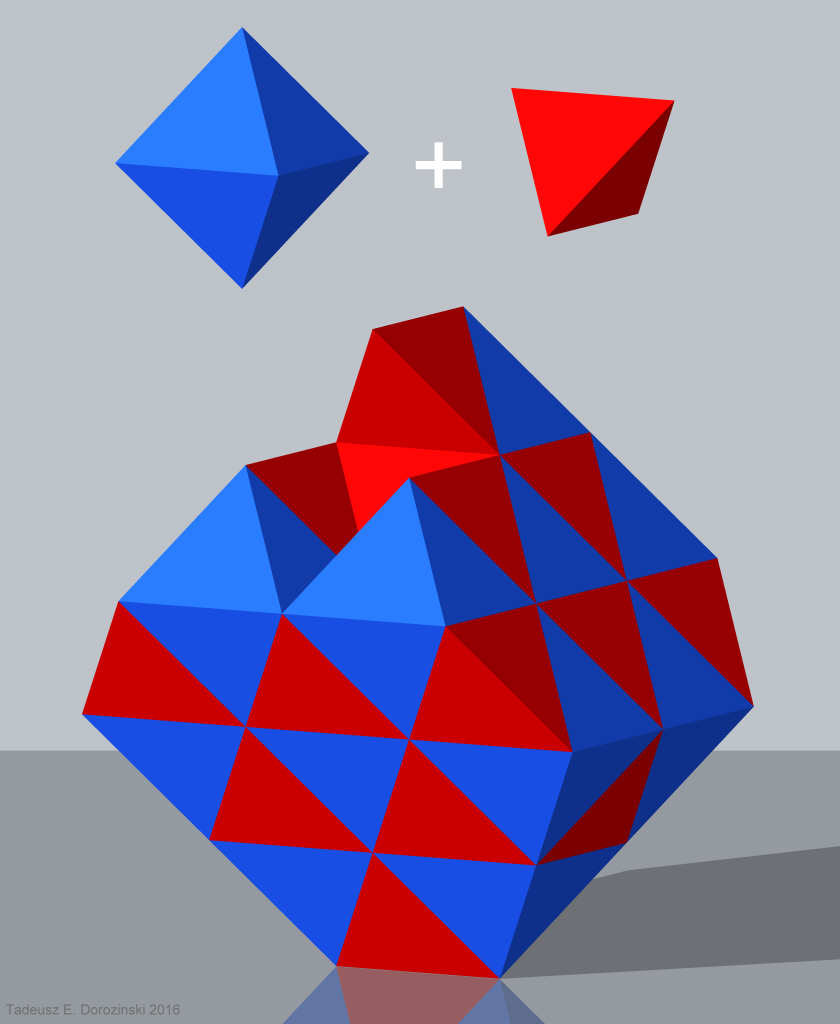
El panal tetraédrico-octaédrico en el espacio euclídeo tridimensional combina celdas tetraédricas y octaédricas alternas

Los politopos semirregulares se pueden extender a panales semirregulares. Los panales euclídeos semirregulares son el panal tetraédrico-octaédrico (3D), el panal cúbico alternado girado (3D) y el panal 521 (8D).
Panales de Gosset:
1. Panal tetraédrico-octaédrico o panal cúbico alternado (control tetroctaédrico simple),  ↔  (también cuasirregular)
2. Panal cúbico alternado girado (control tetroctaédrico complejo),

Panales euclídeos semirregulares:
- Panal 521 (control 9-ic) (panal euclídeo 8D),

Gosset (1900) además consideró la disposición de panales euclídeos como facetas de otros panales euclídeos de dimensiones superiores, dando las siguientes figuras adicionales:
1. Prisma de panal hipercúbico, denominado por Gosset como semi-control (n – 1)-ic (análogo a una sola fila o columna de un tablero de ajedrez)
2. Panal de teselas hexagonales alternado (semi-control tetraédrico),

## Panales hiperbólicos

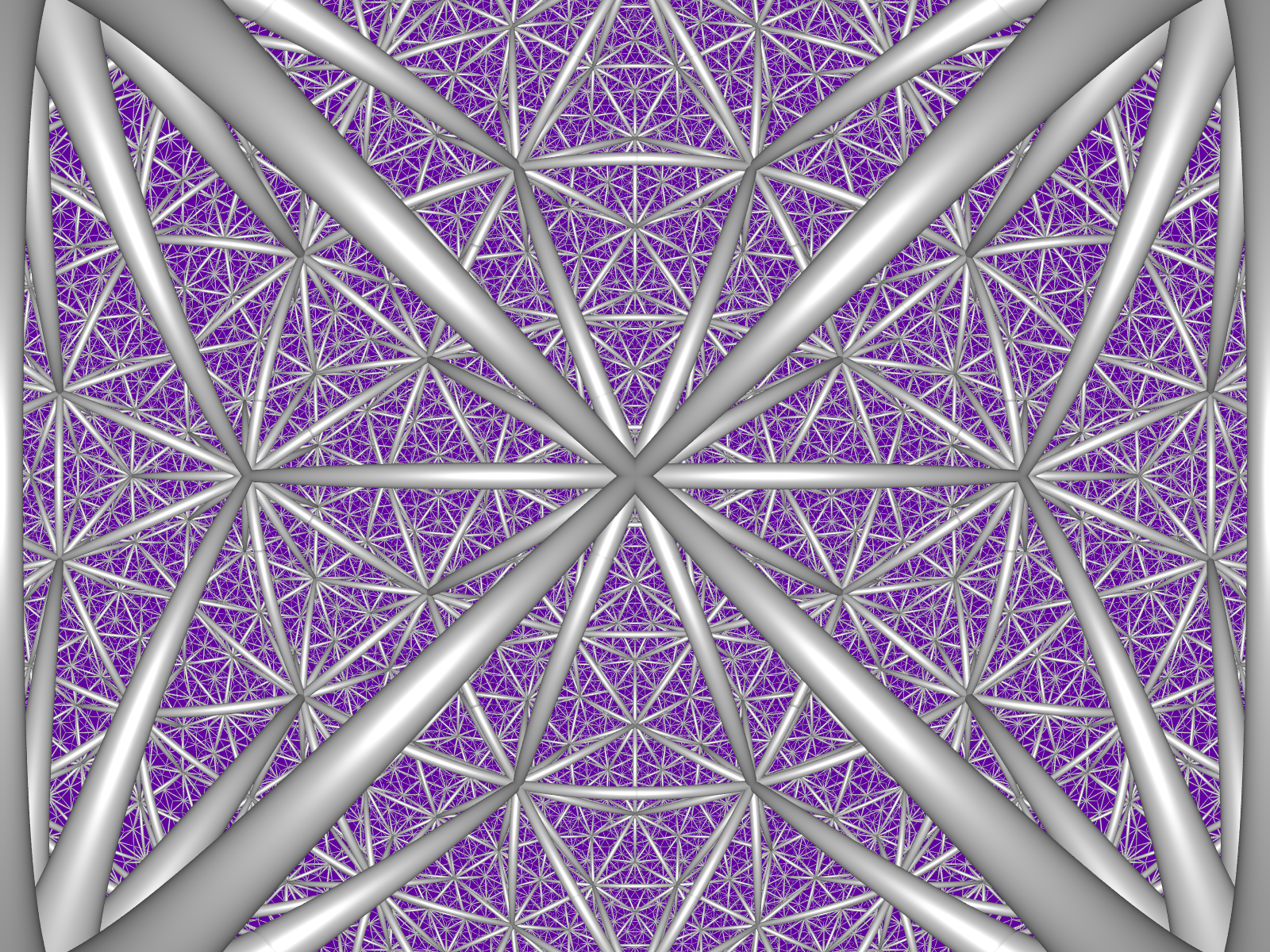
El panal tetraédrico-octaédrico hiperbólico posee celdad tetraédricas y dos tipos de celdas octaédricas

También hay panales uniformes hiperbólicos compuestos únicamente por celdas regulares (Coxeter y Whitrow, 1950), que incluyen:
- Panales uniformes hiperbólicos, panales 3D:
  1. Panal cúbico de orden-5 alternado,  ↔  (también cuasirregular)
  2. Panal tetraédrico-octaédrico, 
  3. Panal tetraedro-icosaedro,
- Panales uniformes paracompactos, panales 3D, que incluyen teselados uniformes como celdas:
  1. Panal tetraédrico de orden-6 rectificado, 
  2. Panal teselado cuadrado rectificado, 
  3. Panal teselado cuadrado de orden-4 rectificado,  ↔ 
  4. Panal cúbico de orden-6 alternado,  ↔  (también cuasirregular)
  5. Panal teselado hexagonal alternado,  ↔ 
  6. Panal teselado hexagonal de orden-4 alternado,  ↔ 
  7. Panal teselado hexagonal de orden-5 alternado,  ↔ 
  8. Panal teselado hexagonal de orden-6 alternado,  ↔ 
  9. Panal teselado cuadrado alternado,  ↔  (también cuasirregular)
  10. Panal teselado cúbico-cuadrado, 
  11. Panal teselado cuadrado de orden-4,  = 
  12. Panal teselado tetraédrico-triangular,
- Panal paracompacto hiperbólico 9D:
  1. Panal 621 (control 10 ic),